# Brodawki liściaste
Brodawki liściaste (łac. papillae foliatae) – typ brodawek językowych występujących w równoległych fałdach (szeregach) na górno-bocznej, tylnej powierzchni języka. Poszczególne brodawki oddzielone są rowkami. Pokrywa je nabłonek wielowarstwowy płaski, który może mieć cienką warstwę rogową. W nabłonku znajdują się kubki smakowe.